# Mercedes-Benz klasy G
Mercedes-Benz klasy G – samochód osobowo-terenowy, a następnie SUV klasy wyższej produkowany pod niemiecką marką Mercedes-Benz od 1979 roku. Od 2018 roku produkowana jest trzecia generacja modelu.

## Pierwsza generacja
Mercedes-Benz klasy G I został zaprezentowany po raz pierwszy w lutym 1979 roku.

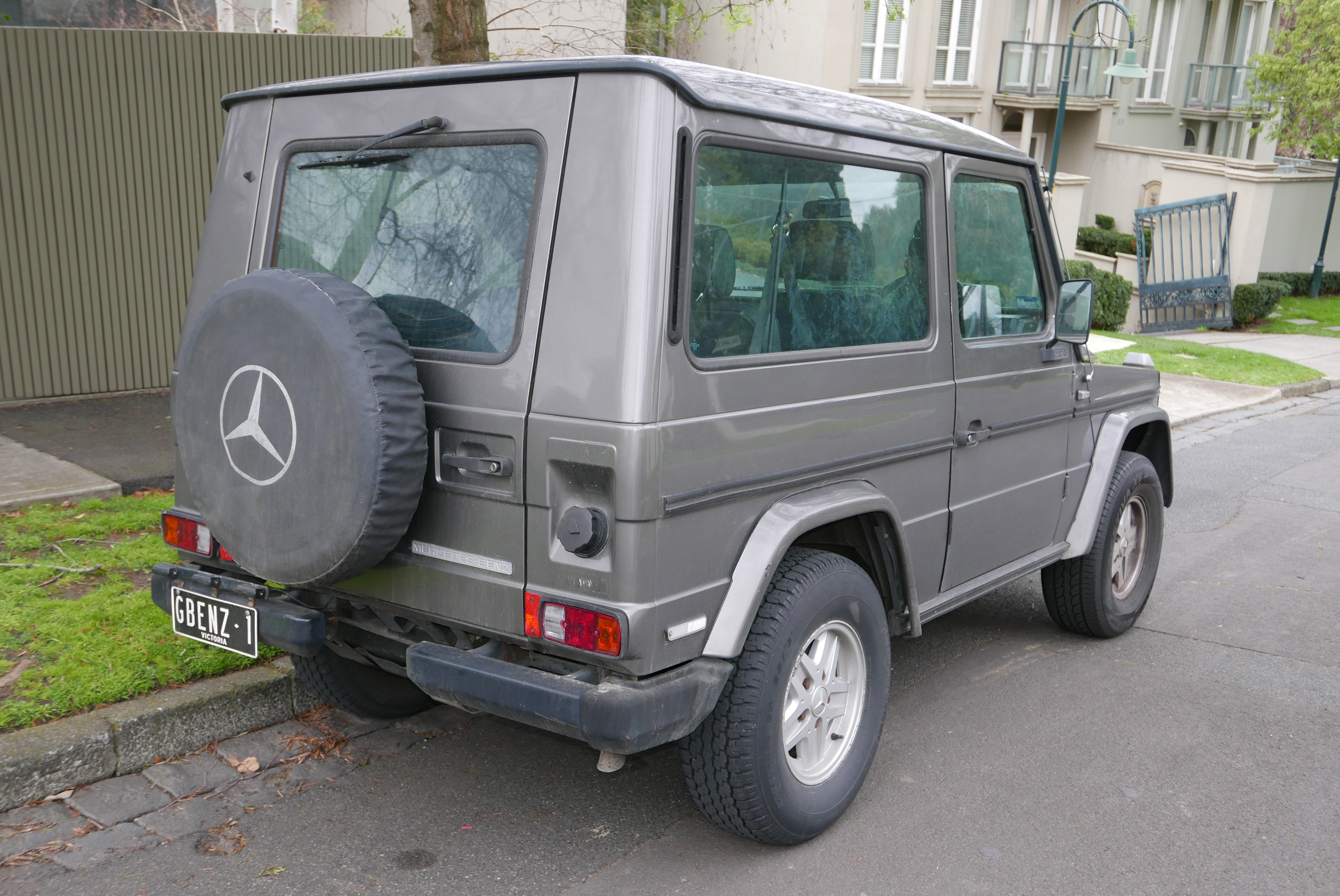
Mercedes-Benz klasy G I (W460) – tył

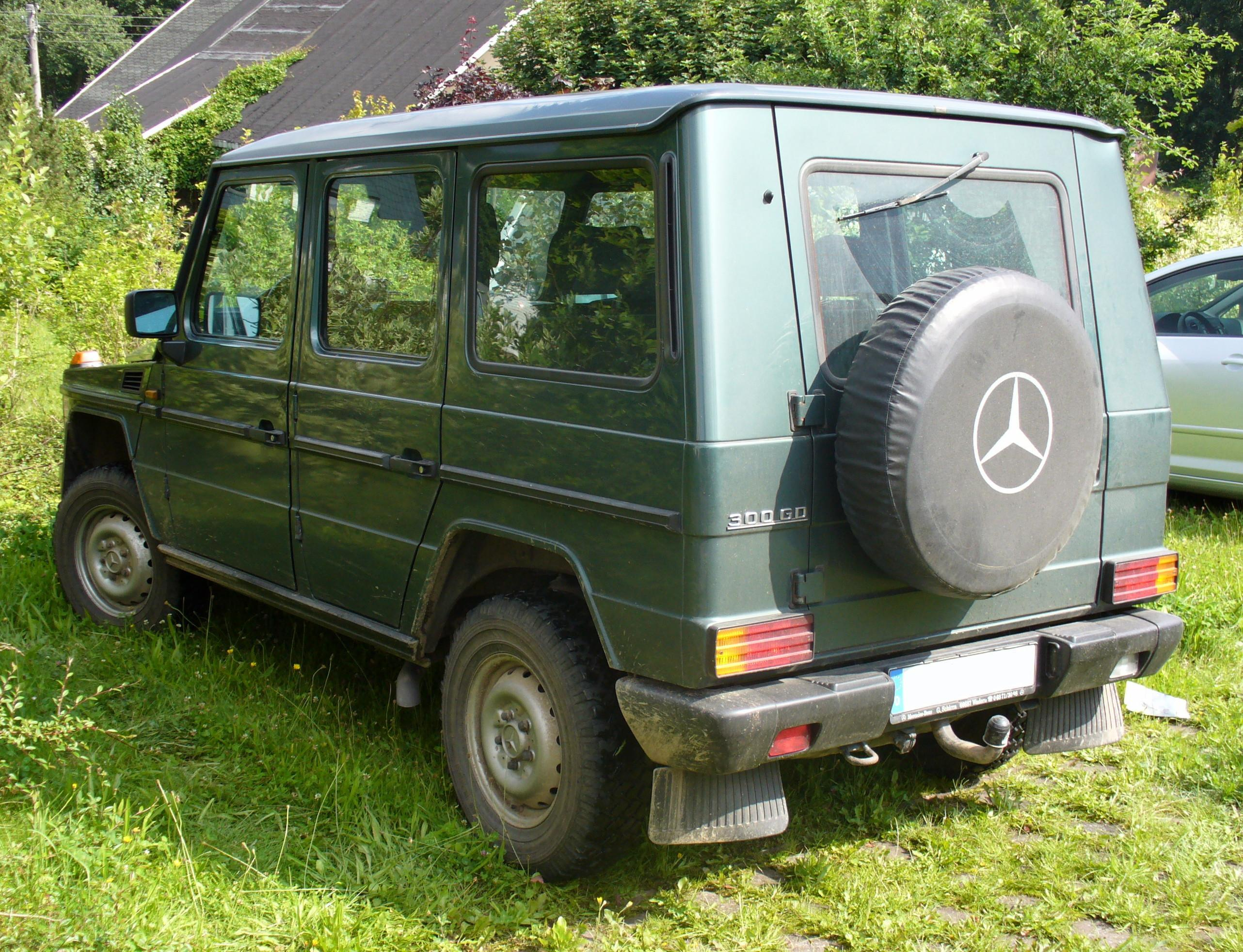
Mercedes-Benz klasy G I (W461) – wersja pięciodrzwiowa

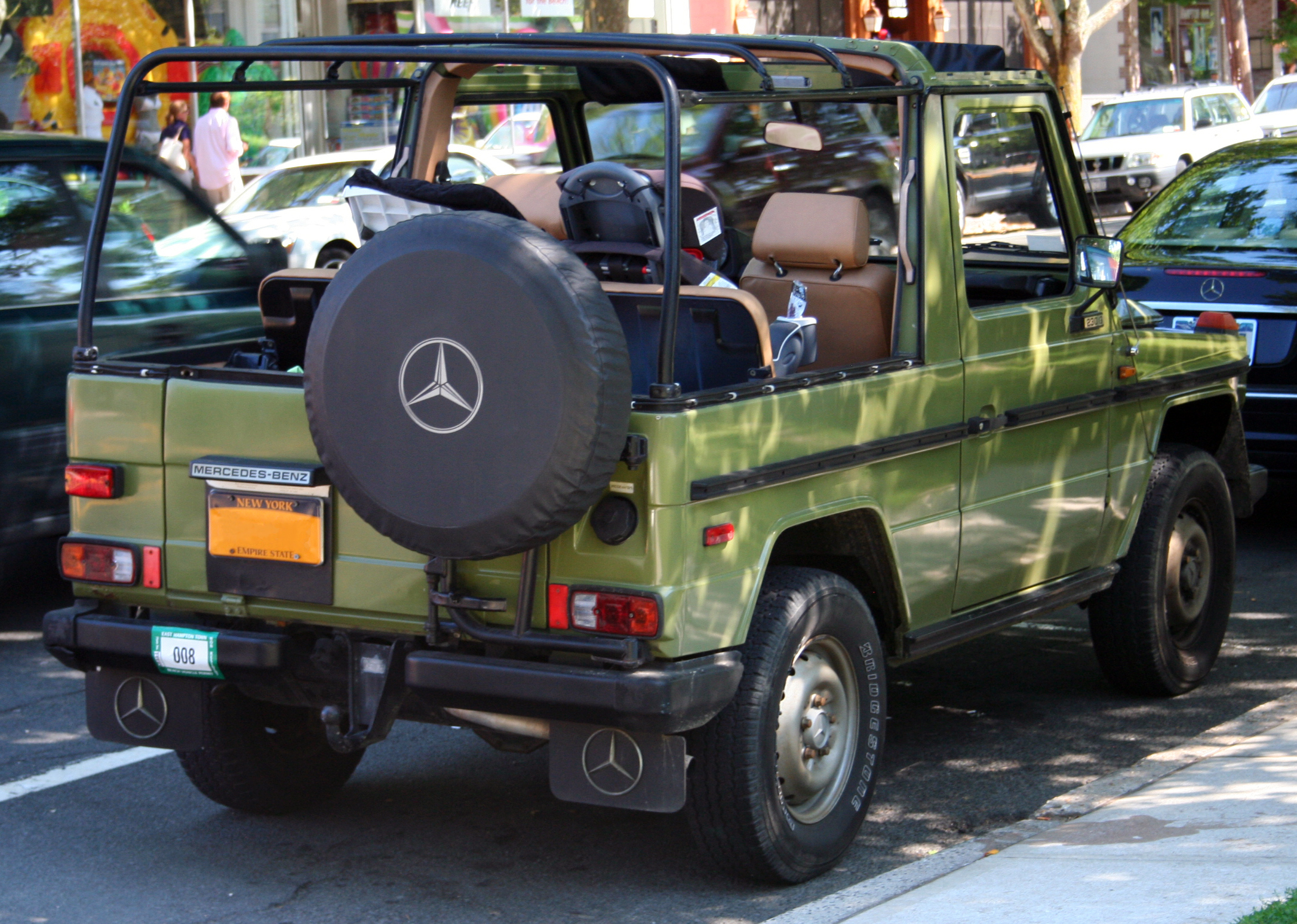
Mercedes-Benz klasy G I Cabrio (W460)

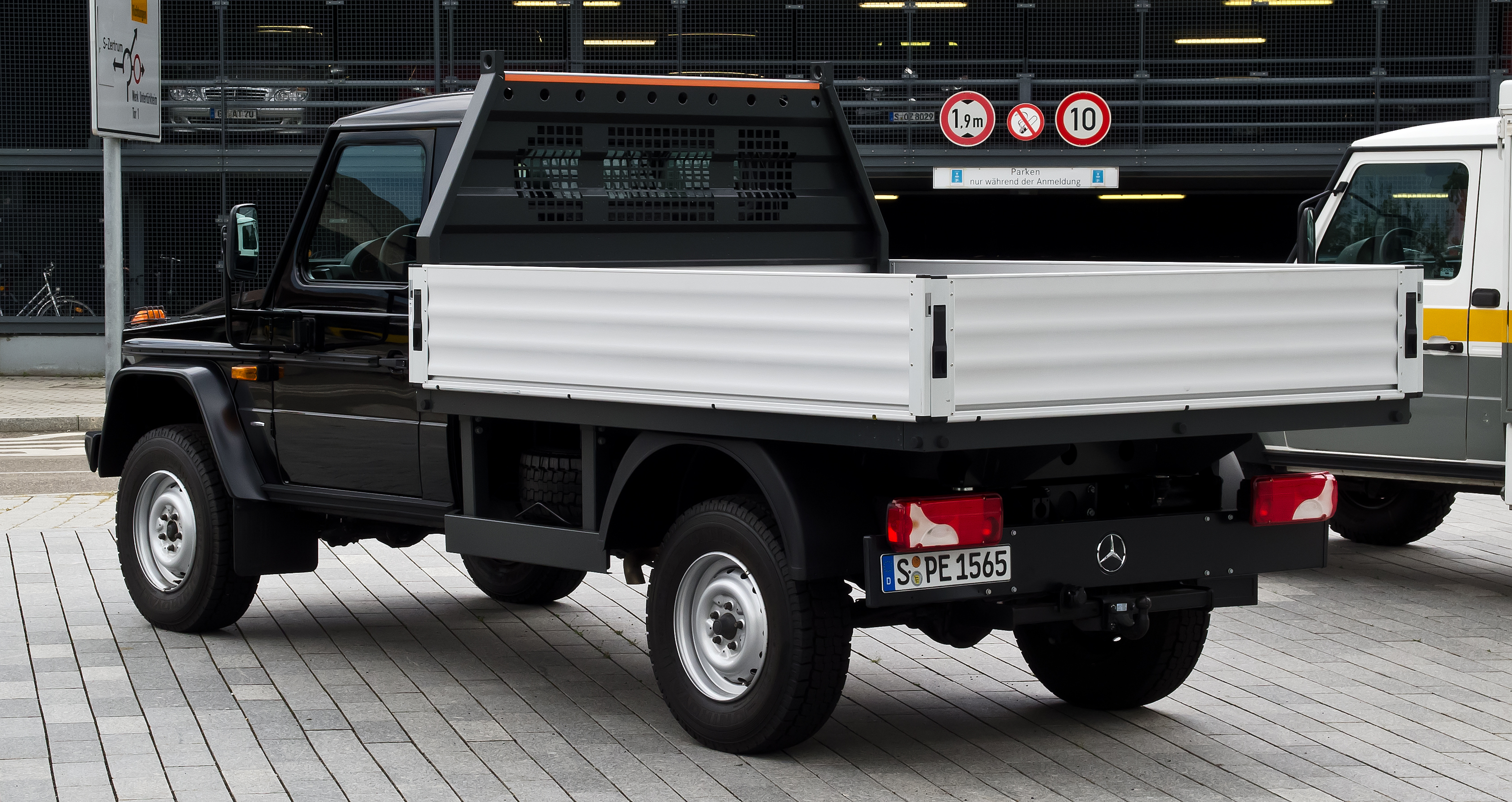
Mercedes-Benz klasy G I Pickup (W460)

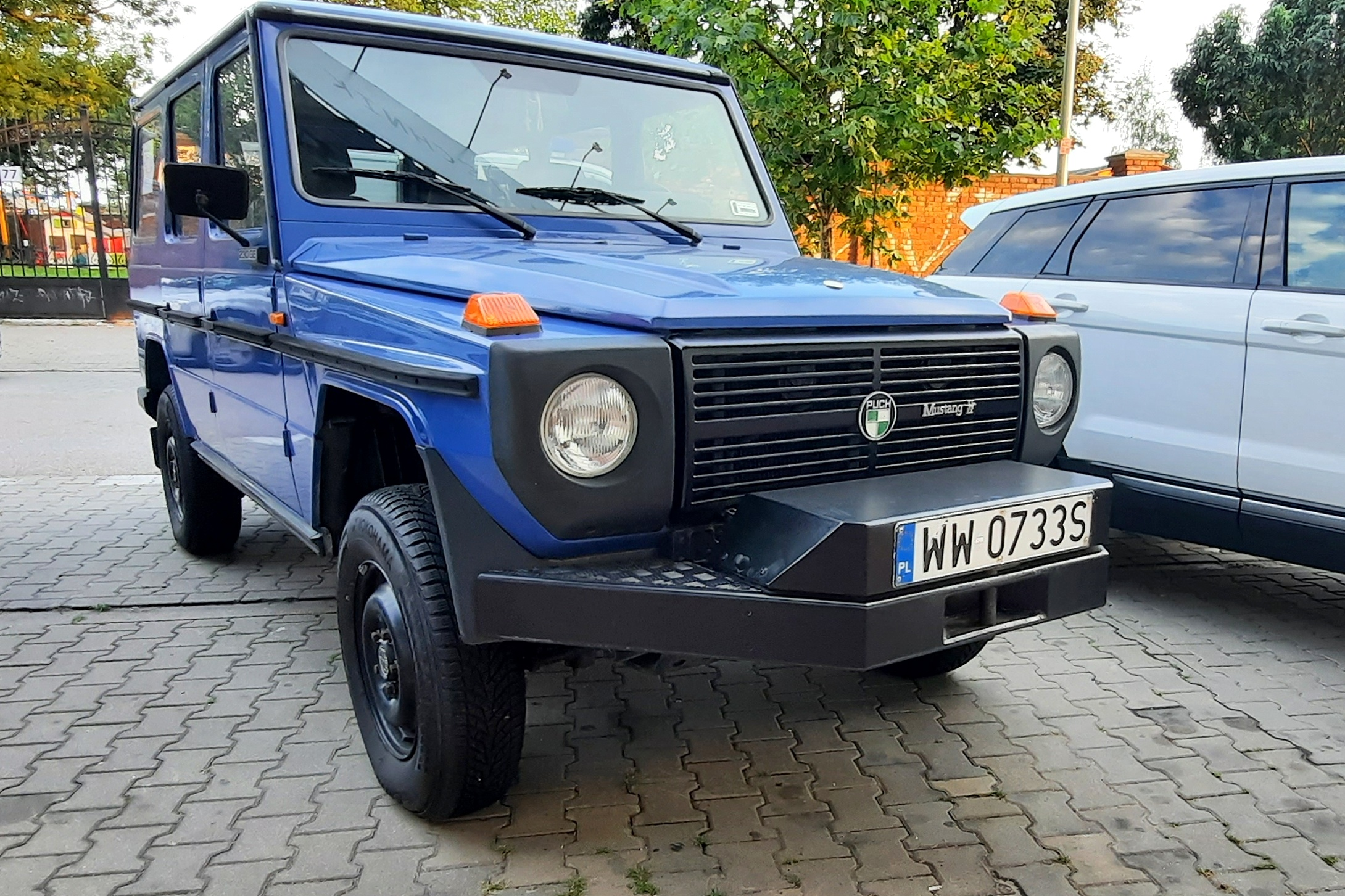
Mercedes-Benz klasy G I (W461) ze znaczkiem firmy Puch

Samochód nosił kody fabryczne W460, W461 oraz W462. Prace nad powstaniem klasy G rozpoczęto w 1972 roku. Celem Mercedesa było zbudowanie lekkiego, mocnego i terenowego auta przeznaczonego dla armii z maksymalnym poziomem bezpieczeństwa i komfortu. Koncern Daimler-Benz potrzebował do produkcji auta nowej fabryki. W tym samym roku podjęto rozmowy o współpracy pomiędzy spółką Daimler-Benz a Steyr-Daimler-Puch produkującą pojazd wojskowy z napędem 4x4 lub 6x6 o nazwie Pinzgauer, a w 1973 roku podpisano umowę. W 1974 roku zaprezentowano pierwszy prototyp samochodu wykonany z drewna oraz rozpoczęto testowanie pojazdu na wymagających terenach: niemieckich zagłębiach, Saharze oraz Kole Podbiegunowym. W 1975 roku Mohammad Reza Pahlawi, szach Iranu zamówił 20 tysięcy samochodów terenowych dla swojego wojska. Następnie pojazd został zamówiony przez armie szwajcarską (Puch G-Class 230 GE), norweską, argentyńską oraz niemiecką policję i celników. W tym samym roku rozpoczęto budowę fabryki pod produkcję auta w austriackim Grazu, gdzie od 1979 roku pojazd wytwarzany jest ręcznie w prawie niezmienionej formie. Pojazd, który w dużej mierze przeznaczony miał być dla niemieckiej armii wbrew oczekiwaniom został zastąpiony Volkswagenem Iltisem. Jednak z tego powodu nie zaniechano prac nad projektem i w 1979 roku pierwsze 400 egzemplarzy pojazdu trafiło do niemieckich policjantów i celników. Kolejnymi odbiorcami były między innymi armie norweska, argentyńska oraz szwajcarska. Od 1988 roku wprowadzono je także na uzbrojenie armii niemieckiej, jako MB290D Wolf.
Pierwsza oficjalna premiera wersji produkcyjnej pojazdu miała miejsce w lutym 1979 roku. Zaprezentowano dwie odmiany nadwoziowe (samochód terenowy i kabriolet) w dwóch rozstawach osi (SWB: 2400 mm; LWB: 2850 mm). W tym samym roku wprowadzono na rynek pierwszą wersję klasy G oznaczoną fabrycznie numerem W460. Rok później wprowadzono do produkcji nieoszkloną wersję furgon popularnie zwaną van. W 1981 roku auto przeszło pierwszą modernizację. Wprowadzono do produkcji nowe silniki wyposażone w mechaniczne wtryski Boscha, a do listy wyposażenia dodatkowego dodano klimatyzację, automatyczną skrzynię biegów, większy zbiornik paliwa, kratki osłonne na przednie reflektory oraz wciągarkę i fotele Recaro wraz z elementami wentylacji kabiny, a także aluminiowe obręcze kół. W 1985 roku do listy wyposażenia dodano blokadę mechanizmu różnicowego oraz centralny zamek i obrotomierz. W 1987 roku do wyposażenia standardowego pojazdu dodano wspomaganie kierownicy.
W 1992 roku zaprezentowano nowy model użytkowy W461, odpowiadający cywilnej drugiej generacji W463 (poniżej). Wersja z krótkim rozstawem osi 2400 mm przestała być wkrótce oferowana, natomiast stosowany jest również rozstaw osi 3400 mm dla podwozia z kabiną i innymi zabudowami z tyłu.
Typowo w wersjach wojskowych stosowany jest silnik turbodiesel R5 270 CDI o pojemności 2685 cm³ i mocy 150 KM. Łącznie z produkcją licencyjną we Francji (Peugeot P4) i Grecji, Mercedesy G do 2007 roku były używane przez siły zbrojne 26 państw. Największymi użytkownikami były Francja (12,5 tysiąca), Grecja (12 tysięcy) i Niemcy (11,2 tysiąca). Używały je także inne służby porządku publicznego. W Polsce na początku lat 90. około 250 samochodów nabyła Straż Graniczna, i pewną partię Nadwiślańskie Jednostki Wojskowe. W latach 1994/95 Wojsko Polskie nabyło 115 samochodów, a w 2002 otrzymało 25 niemieckich Wolfów.

### Konstrukcja[2]
Konstrukcja pojazdu zakładała przede wszystkim dobrą dzielność w terenie. Ramę (skrzyniową) stanowiły poprzecznie wzmacniane profile wraz ze sztywnymi osiami, które gwarantowały dużą sztywność przy zginaniu i skręcaniu. Zastosowano także reduktor skrzyni biegów oraz mechanizmy różnicowe z możliwością ręcznej blokady obu osi.
Koncern Mercedes tworząc G-Klasę udowodnił, że można połączyć komfort podróżowania po drogach ubitych, ze świetnymi zdolnościami terenowymi. Osiągnięcie tego, było możliwe dzięki rezygnacji z tradycyjnych resorów piórowych na rzecz sprężyn śrubowych wraz ze stabilizatorem przedniej osi.

### Silniki

#### W460
- GE 200 – R4 2.0 109 KM
- G 230 – R4 2.3 102 KM
- GE 230 – R4 2.3 125 KM
- GE 280 – R6 2.8 156 KM
- GD 240 – R4 2.4 D 72 KM
- GD 250 – R5 2.5 D 84 KM
- GD 300 – R5 3.0 D 88 KM

Wersje Worker, Professional, Greenline:
- G 270 CDI – R5 2.7 CDI 156 KM
- G 280 CDI – V6 3.0 D 183 KM
- G 300 CDI – V6 3.0 D 183 KM

#### W461
- GE 230 – R4 2.3 125 KM
- GD 290 – R5 2.9 D 95 KM
- GD 290 TD – R5 2.9 TD 123 KM

## Druga generacja

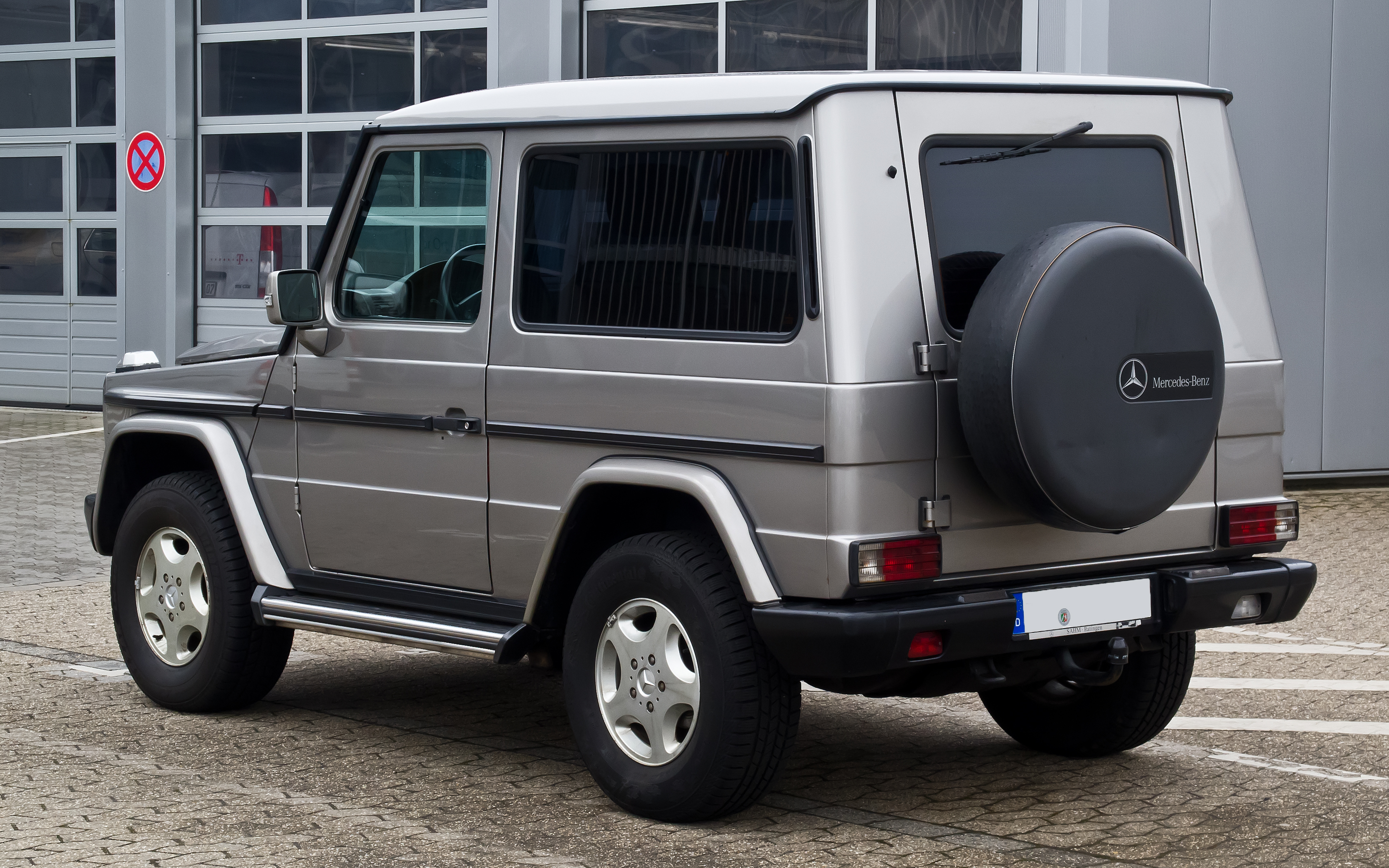
Mercedes-Benz klasy G II (W463) – tył

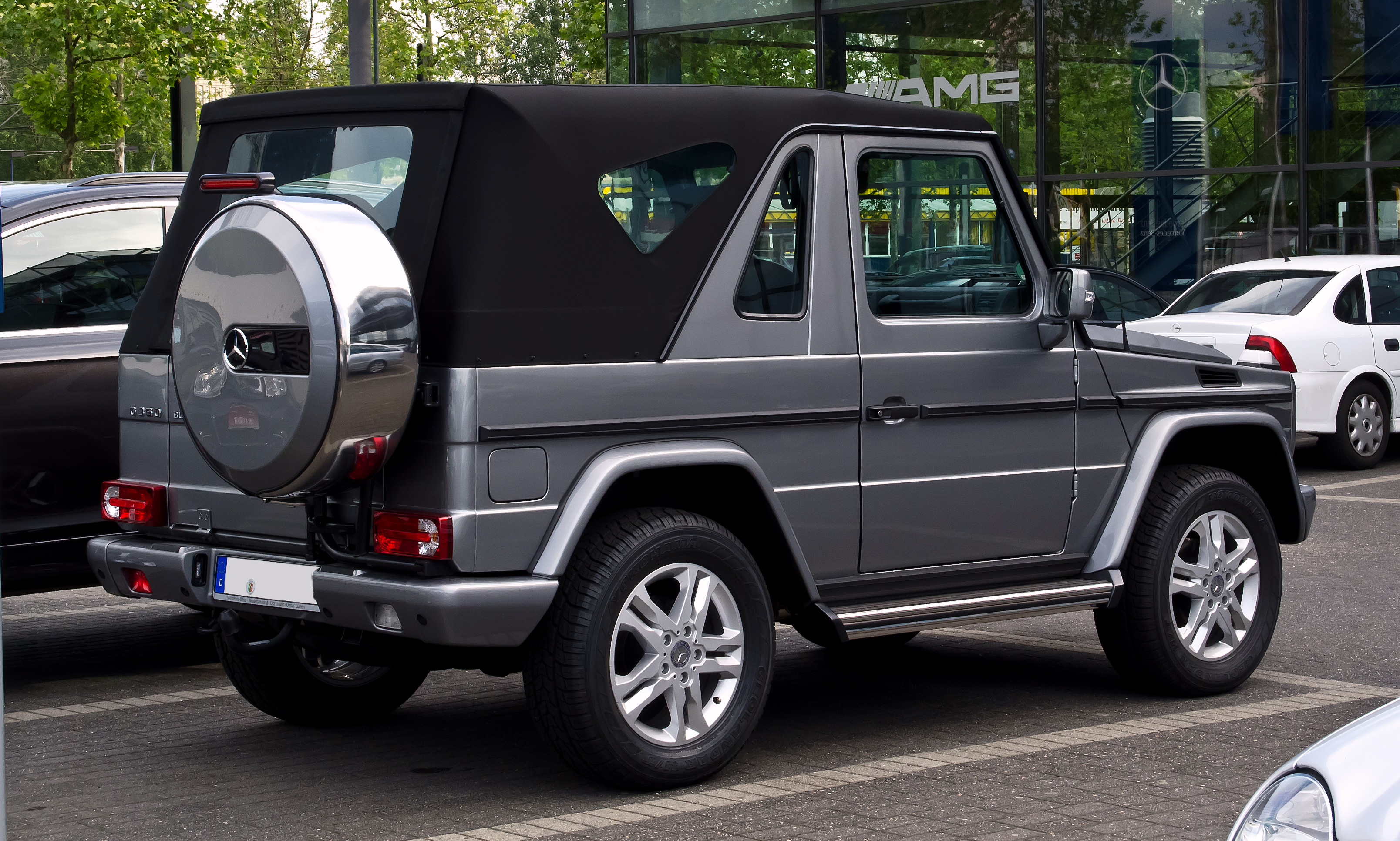
Mercedes-Benz klasy G II Cabriolet (W463)

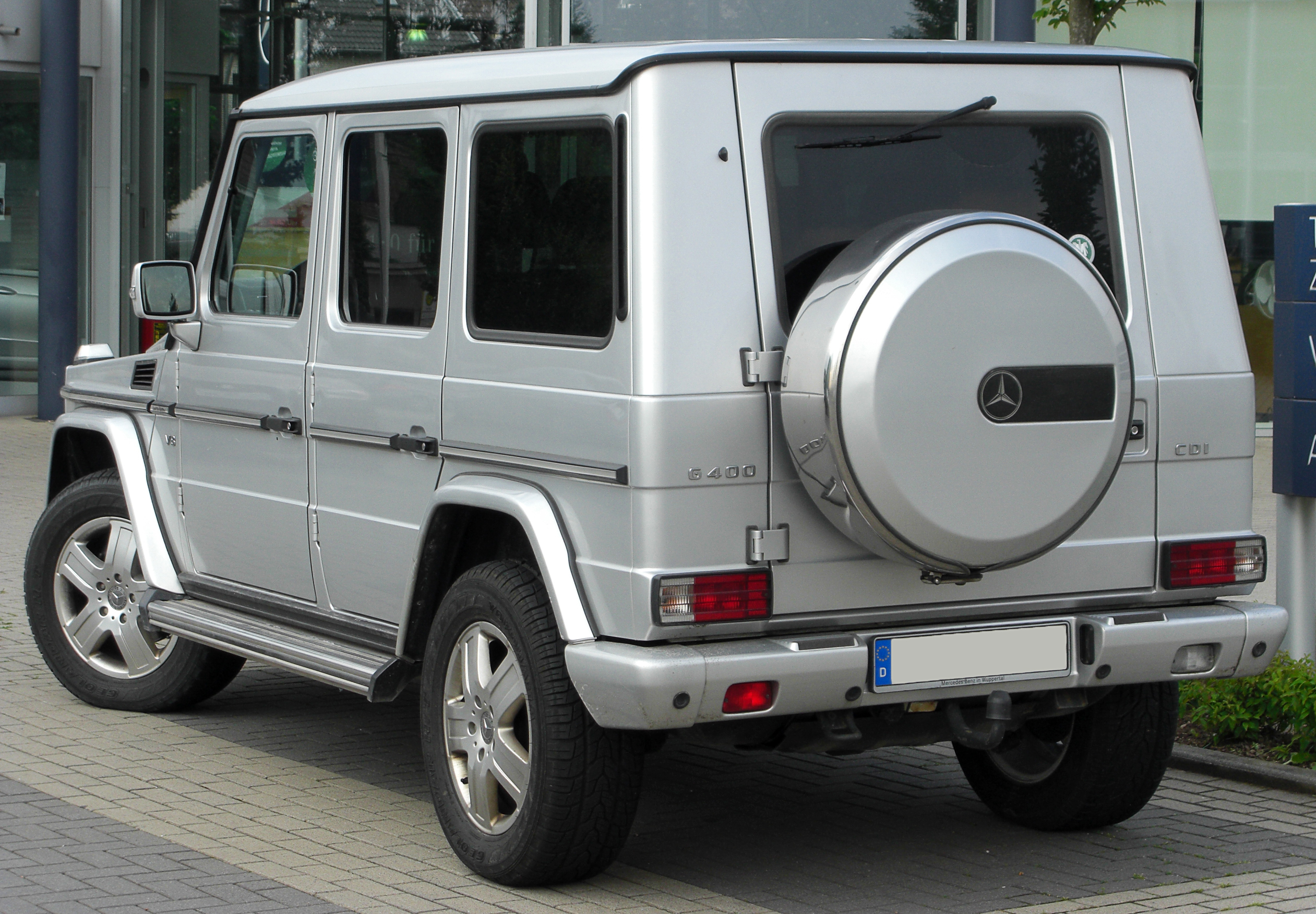
Mercedes-Benz klasy G II (W463) – tył wersji pięciodrzwiowej

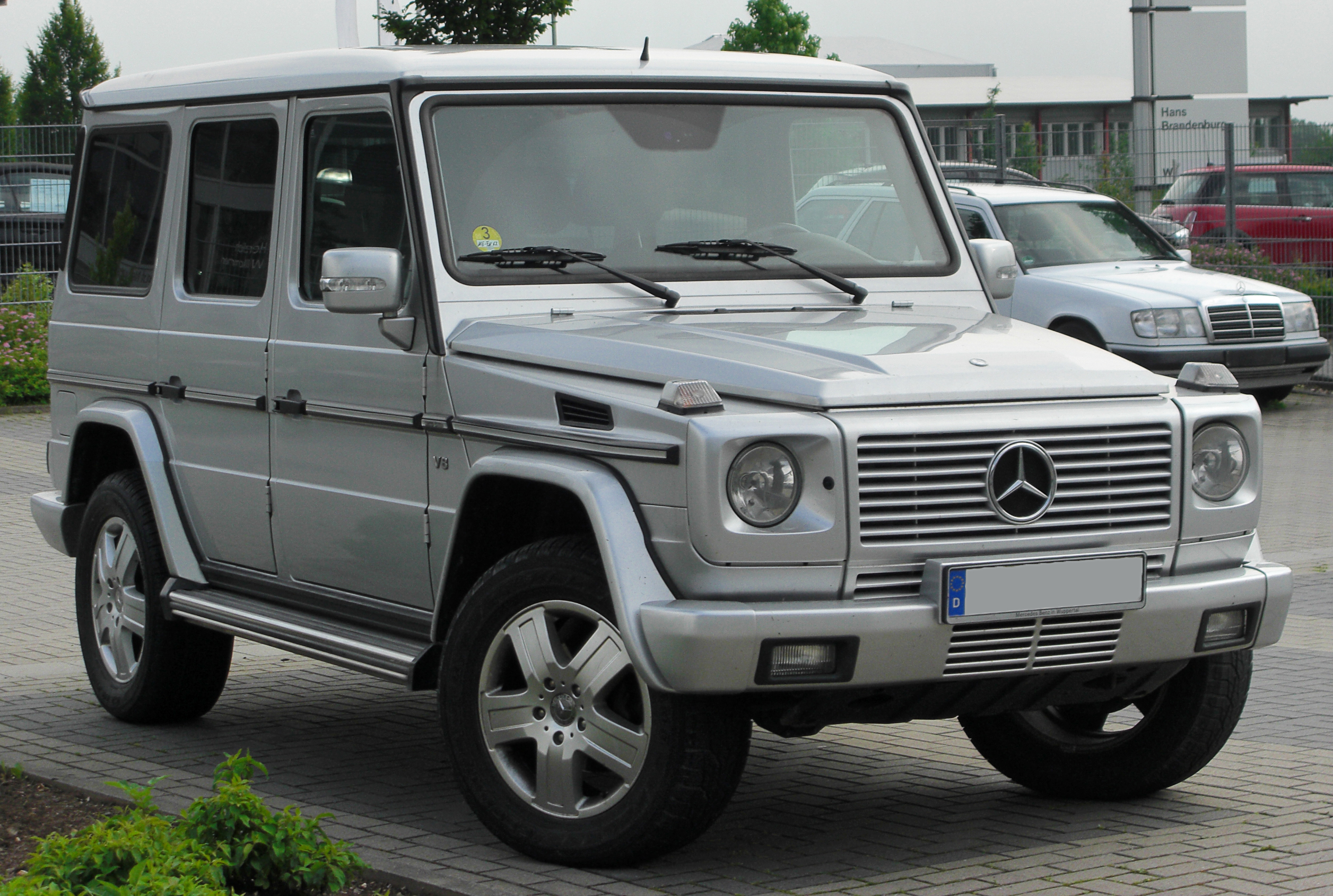
Mercedes-Benz klasy G II (W463) po pierwszym liftingu

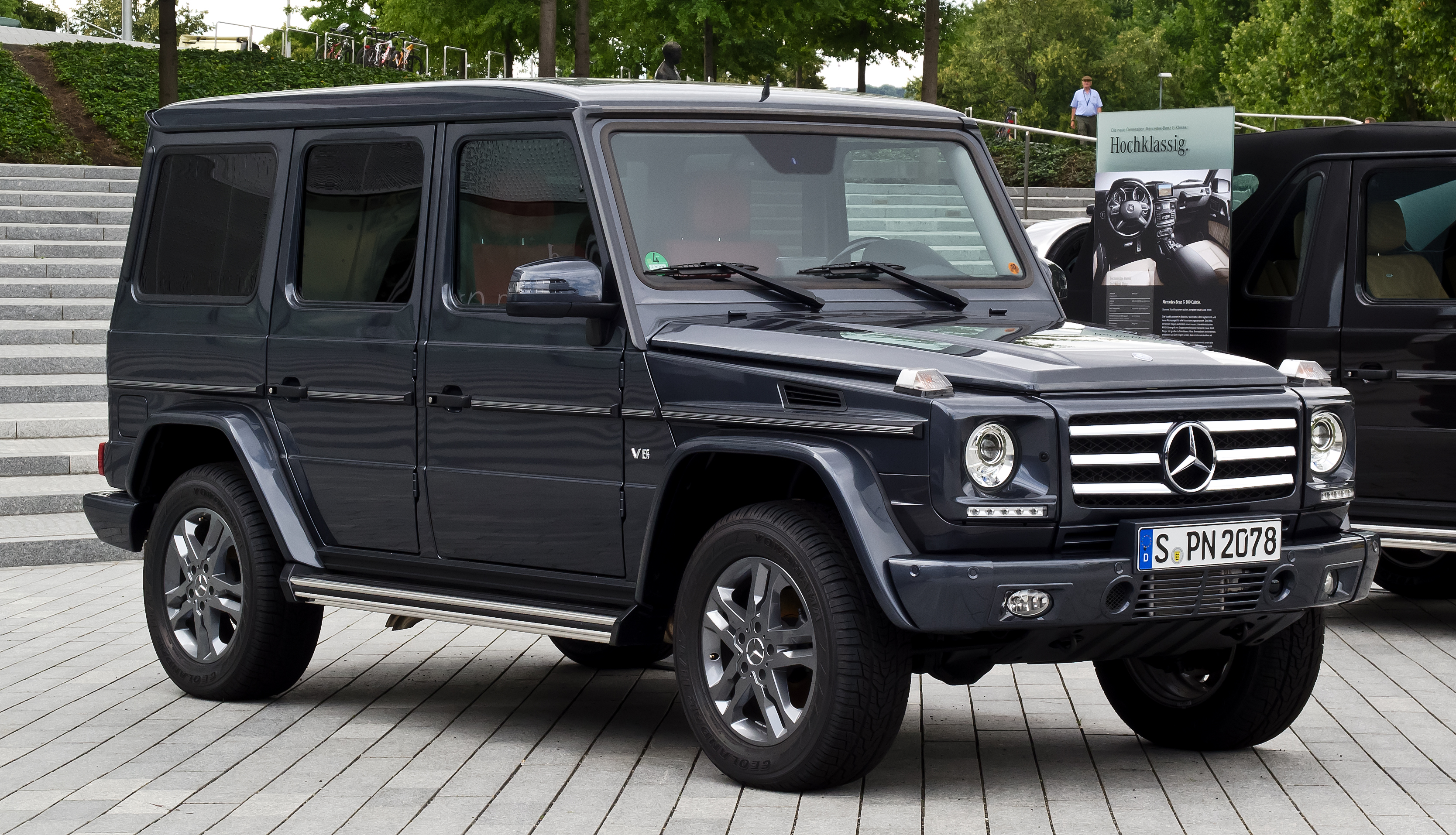
Mercedes-Benz klasy G II (W463) po drugim liftingu

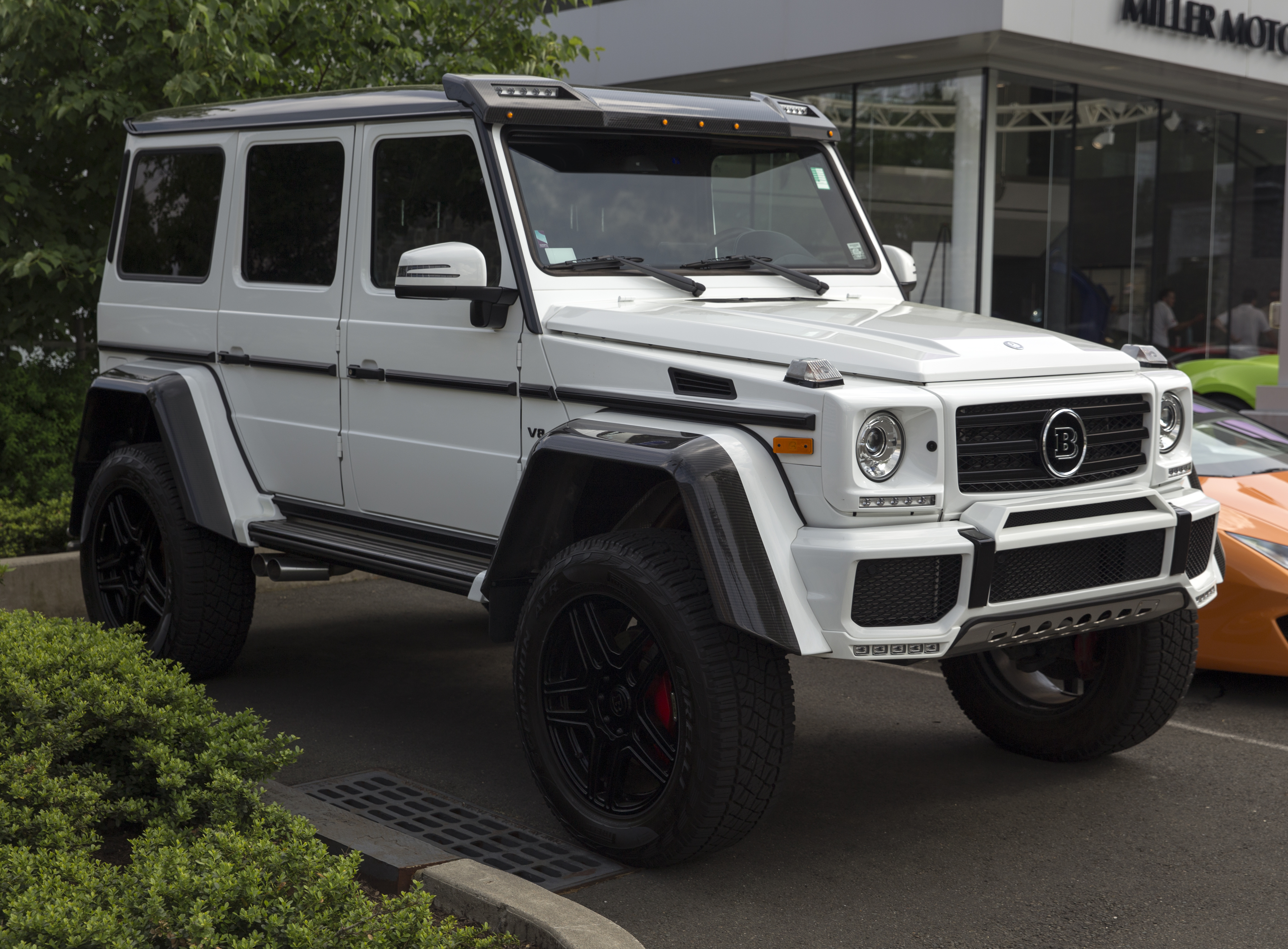
Mercedes-Benz klasy G 4X4² (Brabus)

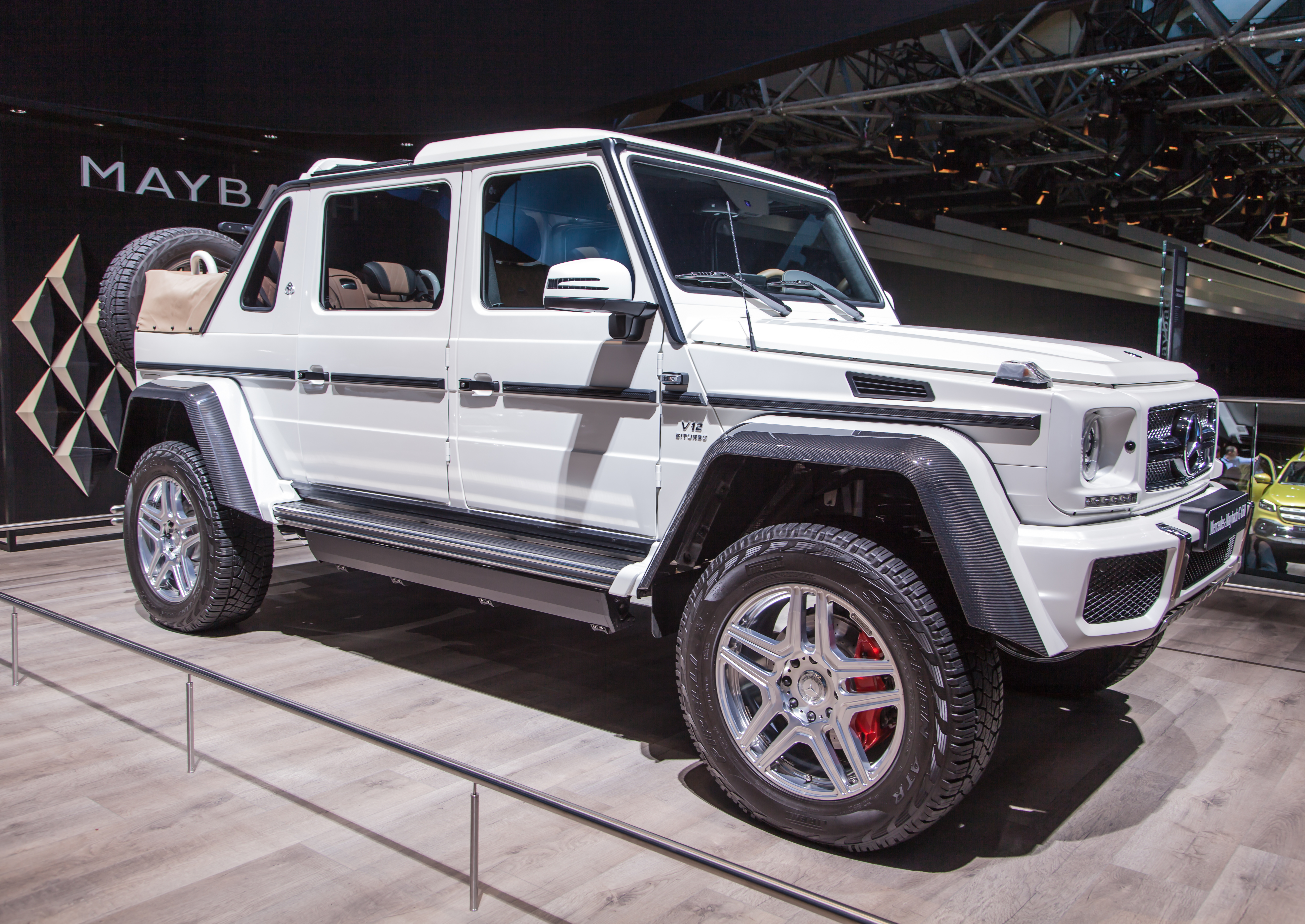
Mercedes-Maybach G Landaulet

Mercedes Benz klasy G II został zaprezentowany po raz pierwszy jesienią 1989 roku.
Podczas salonu samochodowego Frankfurt Motor Show w 1989 roku zaprezentowano gruntownie zmodernizowaną Klasę G o kodzie fabrycznym W463, która nie tylko odmieniła się pod kątem technicznym, ale i zmieniła pozycjonowanie. Odtąd był to samochód pełniący rolę SUV-a w stylu retro, a nie roboczy pojazd osobowo terenowy. Zmieniono m.in. zderzaki, grill, przednie reflektory, przeprojektowano deskę rozdzielczą, dodano skórzaną tapicerkę, poduszkę powietrzną, ABS. W 1991 roku wprowadzono do produkcji wersję roboczą oznaczoną numerem W461. Wersja ta jest produkowana do dziś, choć oficjalnie jej produkcja została zakończona w 2002 roku. Nie jest dostępna jednak dla masowych klientów, a jedynie dla klientów rządowych i militarnych. W tym samym roku w celu rozszerzenia gamy klasy G wprowadzono do produkcji bardziej luksusową odmianę nazwaną fabrycznie W463. Auto w przeciwieństwie do modeli W460/W461, które były tylnonapędowe z dołączanym napędem przednim i manualnie blokowanymi dyferencjałami, zostało wyposażone w stały napęd na cztery koła z elektronicznie blokowanymi wszystkimi dyferencjałami (przednim, centralnym i tylnym). Seria W463 odróżnia się od serii W460/W461 m.in. wykończeniem wnętrza, które jest całkowicie zmienione, wykończone skórą i drewnem. Z zewnątrz zmiany były niewielkie. Wraz z wprowadzenie serii W463 zastosowano zmodernizowane jednostki napędowe.
W 2000 roku pojazd wprowadzono do oferty na rynku amerykańskim. W 2007 roku Mercedes ogłosił zakończenie produkcji pojazdu na rzecz klasy GLK jednak miłośnicy marki zaprotestowali argumentując, że „Legendy marki nie można zabijać”. Produkcję auta przedłużono do minimum 2015 roku.
W 2007 roku auto otrzymało nowe tylne lampy wykonane w technologii LED, a także nową kierownicę, zegary, konsolę centralną i panel klimatyzacji. W 2008 roku auto otrzymało nowy silnik benzynowy V8 oraz delikatny lifting przedniego grilla oraz 19-calowych alufelg. W 2011 roku zakończono produkcję wersji trzy drzwiowej.
W 2012 roku auto przeszło kolejną modernizację. Dodano m.in. światła do jazdy dziennej wykonane w technologii LED, które umieszczono pod głównymi reflektorami oraz zmieniono lusterka zewnętrzne, które wyposażono w kierunkowskazy. We wnętrzu pojazdu zmodernizowano deskę rozdzielczą, przeprojektowano konsolę oraz zastosowano nową kierownicę.
W 2013 roku zakończono produkcję krótkiej odmiany klasy G w wersji cabrio. W ofercie pozostała tylko pięciodrzwiowa wersja z długim rozstawem osi. W tym samym roku wprowadzono do produkcji trzyosiową wersję pojazdu G 63 AMG 6x6.
W 2014 roku koncern Mercedes-Benz zapowiedział, że na rok salonowy 2017 klasa G przejdzie duży face lifting, który polegać ma m.in. na dostosowaniu pojazdu do standardów ekologicznych, podniesieniu komfortu podróżowania, redukcji masy pojazdu o 200 kg poprzez wykonanie paneli karoserii w aluminium, zastosowaniu nowego przedniego zawieszenia opartego na trzech lub czterech wahaczach oraz elektromechanicznej przekładni układu kierowniczego. Szerokość pojazdu zwiększona ma zostać o 100 mm dzięki czemu kabina ma być obszerniejsza oraz wyposażona w znane elementy z klasy C. Wraz z liftingiem w pojeździe zastosowana ma zostać nowa rodzina 6-cylindrowych rzędowych 3-litrowych jednostek benzynowych oraz wysokoprężnych połączona z 9-biegową automatyczna skrzynią biegów. Nowe elementy stylistyczne zastosowane w pojeździe mają być zaczerpnięte z koncepcyjnego modelu Ener-G-Force.
W maju 2015 roku pojazd przeszedł ostatnią w dziejach dotychczasowej konstrukcji z 1979 roku, modernizację. Zmieniono m.in. zderzaki i nadkola, a wolnossący silnik wersji G500 w układzie V8 o pojemności 5.5 l zastąpiono jednostką w tym samym układzie o pojemności 4 l i mocy 422 KM. Silnik 5.5 l pozostał w ofercie wersji AMG jednak moc wzniesiono z 544 do 571 KM. Przy okazji liftingu wersję G65 AMG wzmocniono z 612 do 630 KM, a wersję G350d z 211 do 245 KM.

### Układ jezdny
Dzięki zastosowaniu udoskonalonych amortyzatorów, sprężyn oraz dokładnie prowadzonych osi sztywnych, Mercedes Klasy G radzi sobie niemal w każdym terenie. W momencie najechania kołem na duży kamień – inaczej niż w tradycyjnym zawieszeniu niezależnym – podnosi się automatycznie również obudowa osi.
Mercedes Klasy G pokonuje wzniesienia o nachyleniu do 80%, nie traci stabilności na bocznych wzniesieniach do 54%, a jego głębokość brodzenia wynosi do 0,5 metra.
Bezpieczeństwo i stabilność pojazdu zapewnia elektroniczny system stabilizujący jazdę ESP z asystentem układu hamulcowego BAS. Mercedes Klasy G jest jedynym samochodem na świecie, który oferuje zarówno elektroniczny system trakcji 4ETS, jak i trzy 100-procentowe blokady mechanizmu różnicowego.

### Wersje specjalne
- Grand Edition (2006)
- G 55 AMG Kompressor (2006)
- G-Guard[13] (2009) – pojazd spełnia wymogi klasy odporności balistycznej B6 i B7, czyli wytrzymuje ostrzał z karabinku automatycznego np. kałasznikowa
- G Edition30. (2009) – wersja limitowana powstała z okazji 30. lecia produkcji modelu bazująca na odmianie W463
- G Edition30.PUR (2009) – wersja limitowana powstała z okazji 30. lecia produkcji modelu bazujący na odmianie W461 G 280 CDI
- G 55 AMG Kompressor „Edition 79" (2009)
- G 350 BlueTEC (2010) – pojazd wyposażony w 211-konny silnik wysokoprężny, który wykorzystuje środek AdBlue
- G BA3 Final Edition (2011) – wersja limitowana przygotowana z okazji zakończenia produkcji odmiany trzy drzwiowej
- G Edition Select (2011)
- G 55 AMG Long „Mastermind” Limited (2012)
- G 63 AMG 6x6[13] (2013) – pojazd z napędem na wszystkie koła 6x6 z pięcioma blokadami dyferencjałów, reduktorem, osiami portalowymi, 5.5 l silnikiem benzynowym AMG V8 biturbo o mocy 544 KM wyposażonym w 7-biegową automatyczną skrzynię biegów z trzema trybami jazdy do wyboru oraz funkcją podwójnego wysprzęglania podczas redukcji potrafiącym rozpędzić pojazd od 0 do 100 km/h w niecałe 8 sekund na twardym podłożu[13]. Samochód powstał na bazie wojskowej wersji przeznaczonej na rynek Australijski. Prześwit pojazdu wynosi 46 cm, kąt natarcia 52', głębokość brodzenia w kałużach 1 m, a cała konstrukcja waży 3775 kg i porusza się na 37-calowych kołach[18]. We wnętrzu pojazdu znajdują się standardowo materiały najwyższej jakości – poza szybami, każdy element pojazdu (łącznie z dywanikami) pokrywa pikowana, stebnowana lub gładka najdelikatniejsza skóra z oferty Designo. Największą różnicą w wyposażeniu w stosunku do popularnych wersji pojazdu są dwa indywidualne fotele przedzielone szeroką konsolą w miejscu gdzie znajduje się kanapa[13].
- G 550 Night Edition (2013)
- G Cabrio „Final Edition” (2013) – wersja limitowana wyprodukowana w liczbie 200 egzemplarzy wieńcząca 34-letnią produkcję odmiany z otwartym dachem wyposażona w silnik V8 o pojemności 5.5 l i mocy 388 KM[19]
- G 35 Edition (2014) – pojazd przygotowany z okazji 35. rocznicy wytwarzania klasy G[20]
- G 500 4x4² – pojazd posiada duży prześwit, 22-calowe koła z terenowymi oponami oraz wzmocniony silnik o mocy 422 KM[21]
- G 500 Final Edition - limitowana do 1500 sztuk edycja finalna, która jako ostatnia posiadać będzie silnik V8, stworzona na "trzydziestolecie wersji G500"[22]

### Silniki
| Wersja            | Silnik                           | Układ zasilania   | Średnica × skok tłoka | St. sprężania     | Moc maksymalna                          | Maks. moment obrotowy            | 0–100 km/h        | V-max             | Śr. zużycie paliwa na 100 km |
| Silniki benzynowe | Silniki benzynowe                | Silniki benzynowe | Silniki benzynowe     | Silniki benzynowe | Silniki benzynowe                       | Silniki benzynowe                | Silniki benzynowe | Silniki benzynowe | Silniki benzynowe            |
| ----------------- | -------------------------------- | ----------------- | --------------------- | ----------------- | --------------------------------------- | -------------------------------- | ----------------- | ----------------- | ---------------------------- |
| G320              | V6 3,2 l (3199 cm³), SOHC        | wtrysk            | 89,90 × 94,00 mm      | 10,0:1            | 215 KM (158 kW) przy 5500 obr./min      | 300 N·m przy 2800-4800 obr./min  | 11,3 s            | 173 km/h          | 15,5 l                       |
| G500              | V8 4,0 l (3966 cm³), SOHC        | wtrysk            | 97,00 × 94,00 mm      | 10,0:1            | 421 KM (320 kW) przy 5500 obr./min      | 456 N·m przy 2800-4000 obr./min  | 5.9 s             | 190 km/h          | 12,3 l                       |
| G55 AMG           | V8 5,5 l (5439;cm³)              | wtrysk            | brak danych           | 10,0:1            | 507 KM (373 kW)                         | 700 N·m                          | 5,5               | 209 km/h          | 15,9 l                       |
| G63 AMG           | V8 5,5 l (5461 cm³)              | brak danych       | brak danych           | 10,0:1            | 544 KM (400 kW przy 5500 obr./min)      | 760 N·m przy 2000-5000 obr./min  | 5,4 s             | 210 km/h          | 13,8 l                       |
| G65 AMG           | V12 6,0 l (5980 cm³)             | brak danych       | brak danych           | 9,0:1             | 612 KM (450 kW przy 4300–5600 obr./min) | 1000 N·m przy 2300–4300 obr./min | 5,3 s             | 230 km/h          | 17 l                         |
| Silniki Diesla    |                                  |                   |                       |                   |                                         |                                  |                   |                   |                              |
| G270 CDI          | R5 2,7 l (2685 cm³), DOHC, turbo | common rail       | 88,00 × 88,34 mm      | 18,0:1            | 156 KM (115 kW) przy 3800 obr./min      | 400 N·m przy 1800-2600 obr./min  | 13,7 s            | 156 km/h          | 10,9 l                       |
| G320 CDI          | V6 3,0 l (2987 cm³), DOHC, turbo | common rail       | 83,00 × 92,00 mm      | 17,7:1            | 224 KM (165 kW) przy 3800 obr./min      | 540 N·m przy 1800-2600 obr./min  | 9,1 s             | 177 km/h          | 11,0 l                       |
| G350 BlueTec      | V6 3,0 l (2987 cm³), DOHC, turbo | common rail       | 83,00 × 92,00 mm      | 15,5:1            | 211 KM (155 kW) przy 3400 obr./min      | 540 N·m przy 1600-2400 obr./min  | 9,1 s             | 175 km/h          | 11,2 l                       |
| G400 CDI          | V8 4,0 l (3996 cm³), DOHC, turbo | common rail       | 86,00 × 86,00 mm      | 18,0:1            | 250 KM (184 kW) przy 4000 obr./min      | 560 N·m przy 1700-2600 obr./min  | 10,3 s            | 180 km/h          | 12,8 l                       |

Modele G 320 CDI i G 500 wyposażone są standardowo w automatyczną skrzynię biegów 7G-TRONIC, która zmienia biegi prawie bezstopniowo. Większe przyspieszenie podczas jazdy umożliwia mechanizm pomijania poszczególnych biegów przy ich redukcji, dzięki któremu przełączanie biegów jak podaje producent jest szybsze i oszczędniejsze. W modelu G 55 AMG zastosowano 5-stopniową automatyczną skrzynię biegów z układem przełączania impulsowego.

## Trzecia generacja

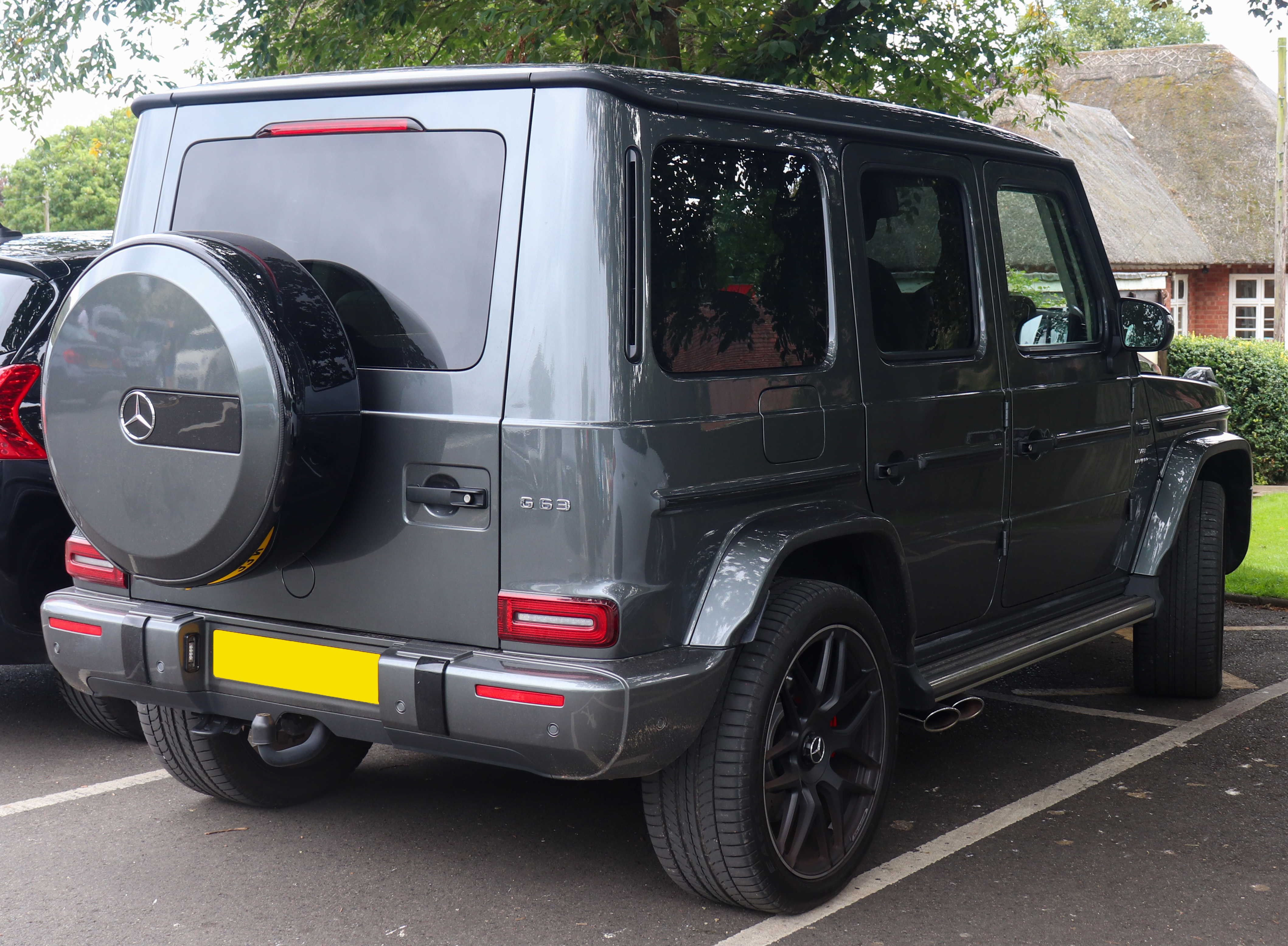
Mercedes-Benz klasy G III przed liftingiem(W464) – tył

Mercedes-Benz klasy G III został po raz pierwszy zaprezentowany podczas targów motoryzacyjnych w Detroit w styczniu 2018 roku.
Choć sylwetka i większość akcentów w nadwoziu modelu oznaczonego kodem W463 (jak wcześniej) wygląda niemal identycznie do dotychczasowych modeli z serii Klasy G, to jest to zupełnie nowa konstrukcja – zbudowana od podstaw jako nowy samochód po raz pierwszy od czasu premiery w 1979 roku. Pojazd został wydłużony, a także poszerzony. Zwiększony został prześwit pojazdu, a także kąty natarcia i zejścia oraz głębokość brodzenia. Pojawił się zupełnie nowy kokpit z cyfrowymi wskaźnikami.
W ramowej konstrukcji pojazdu oraz mechanicznym napędzie z blokadami dyferencjałów nie dokonano żadnych zmian. Natomiast zawieszenie pojazdu zostało całkowicie przeprojektowane. Zamiast sztywnego mostu wprowadzona została konstrukcja wielowahaczowa. Najbardziej widocznymi zmianami w stosunku do poprzednika jest nowa atrapa chłodnicy oraz zderzaki w których pojawiło się więcej zaokrąglonych kształtów, a także oświetlenie w pełni wykonane w technologii LED. Wnętrze pojazdu zmienione zostało całkowicie.
W pojeździe zastosowana została po raz pierwszy możliwość wyboru trybu jazdy: Eco, Sport, Comfort, Individual oraz G-Mode.
Lifting
W marcu 2024 roku Mercedes-Benz klasy G lll wraz z liftingiem otrzymał zmodyfikowany grill z czterema poprzecznymi listwami. Delikatnie zmienił się także zderzak.Patrząc na profil zauważycie lekko odświeżone klamki, a także nowe wzory felg. Z tyłu zaś przeprojektowano obudowę koła zapasowego, a także zderzak. Nowością są poukrywane w wielu miejscach kamery, które nie tylko ułatwiają manewrowanie. W terenie tworzą one "przezroczystą maskę", ułatwiając pokonywanie dużych przełomów. Standardem w każdym egzemplarzu są też światła Multibeam LED.Nieco więcej zmieniło się w kabinie. Choć sam kształt deski rozdzielczej nie uległ wielkiej zmianie, to od razu zauważycie tutaj nowe wyświetlacze - zegarów i multimediów. Wreszcie mamy system MBUX, łatwy w obsłudze i znacznie szybszy. Na pokładzie pojawiła się także kierownica z dotykowymi panelami, a na tunelu środkowym ulokowano touchpad do obsługi systemu inforozrywki.
Dane techniczne
| Wersja               | Silnik             | Moc maksymalna                     | Maksymalny moment obrotowy     | 0–100 km/h        | V max             | Średnie zużycie paliwa na 100 km (według WLTP) |
| Silniki benzynowe    | Silniki benzynowe  | Silniki benzynowe                  | Silniki benzynowe              | Silniki benzynowe | Silniki benzynowe | Silniki benzynowe                              |
| -------------------- | ------------------ | ---------------------------------- | ------------------------------ | ----------------- | ----------------- | ---------------------------------------------- |
| G500                 | V8 4,0l (3982 cm³) | 422 KM (310 kW) przy 5250 obr./min | 610 Nm przy 2250-4750 obr./min | 5,9s              | 210 km/h          | 14,9 l                                         |
| G63 AMG              | V8 4,0l (3982 cm³) | 585 KM (430 kW) przy 6000 obr./min | 850 Nm przy 2500–3500 obr./min | 4,5s              | 220 km/h          | 15,1 l                                         |
| Silniki wysokoprężne |                    |                                    |                                |                   |                   |                                                |
| G350d                | R6 2,9l (2925 cm³) | 286 KM (210 kW) przy 3400 obr./min | 600 Nm przy 1200–3200 obr./min | 7,4s              | 200 km/h          | 11,0 l                                         |
| G400d                | R6 2,9l (2925 cm³) | 330 KM (243 kW) przy 3400 obr./min | 700 Nm przy 1200–3200 obr./min | 6,4s              | 210 km/h          | 11,0 l                                         |
| Silnik elektryczny   |                    |                                    |                                |                   |                   |                                                |
| G580 EQ              | EV                 | 587 KM (432 kW)                    | 1164 Nm                        | 4,7s              | 180 km/h          | 28 kWh                                         |